# What’s Another Year?
A What's Another Year? (magyarul: Mit ér egy újabb év?) című dal volt az 1980-as Eurovíziós Dalfesztivál győztes dala, melyet az ír Johnny Logan adott elő angol nyelven.

## Az Eurovíziós Dalfesztivál
A dal a március 9-én rendezett ír nemzeti döntőn nyerte el az indulás jogát.
A dal egy ballada, melyben az énekes arról beszél, hogy hűségesen szeretni fogja szerelmét akkor is, ha éveket kell várnia a viszonzásra.
Az április 19-én rendezett döntőben a fellépési sorrendben tizenhetedikként adták elő, a francia Profil Hé, Hé M'Sieurs Dames című dala után, és a spanyol Trigo Limpio Quedate Esta Noche című dala előtt. A szavazás során száznegyvenhárom pontot szerzett, mely az első helyet érte a tizenkilenc fős mezőnyben. Ez volt Írország második győzelme.
A következő ír induló Sheeba Horoscopes című dala volt az 1981-es Eurovíziós Dalfesztiválon.
A következő győztes a brit Bucks Fizz Making Your Mind Up című dala volt.

### Kapott pontok
|                                              | Zsűrik |     |     |     |     |     |     |     |     |     |     |     |     |     |     |     |     |     |    |
| AUT                                          | TUR    | GRE | LUX | MOR | ITA | DEN | SWE | SUI | FIN | NOR | GER | GBR | POR | NED | FRA | IRE | ESP | BEL |    |
| Kapott pontok                                | 10     | 0   | 12  | 7   | 0   | 1   | 12  | 7   | 12  | 8   | 12  | 12  | 12  | 5   | 6   | 8   |     | 7   | 12 |
| A tábla a fellépés sorrendjében van rendezve |        |     |     |     |     |     |     |     |     |     |     |     |     |     |     |     |     |     |    |

## Slágerlistás helyezések
| Slágerlisták (1980) | Lh.* |
| ------------------- | ---- |
| Ausztria            | 5    |
| Belgium             | 5    |
| Dánia               | 6    |
| Egyesült Királyság  | 1    |
| Franciaország       | 19   |
| Hollandia           | 6    |
| Írország            | 1    |
| Izrael              | 3    |
| Németország         | 2    |
| Norvégia            | 1    |
| Portugália          | 2    |
| Svájc               | 2    |
| Svédország          | 1    |

*Lh. = Legjobb helyezés.

## Külső hivatkozások
- Dalszöveg
- YouTube videó: A What's Another Year című dal előadása a hágai döntőn